# De goden van Gor
De goden van Gor (Engels: Outlaw of Gor) is een sciencefictionroman uit 1967 van de Amerikaanse schrijver John Norman en het tweede boek in de Gor-serie.

## Verhaal
Tarl Cabot, aardbewoner en voormalig docent geschiedenis, wordt opnieuw weggevoerd naar de planeet Gor, vanwaar hij werd verdreven door de priester-koningen. Tarl Cabot werd uit miljoenen uitverkoren om te worden opgeleid door de beste leermeesters en strijders van Gor. Hij keert met plezier terug naar Gor waar zijn geliefde woont maar waar hij als paria beschouwd wordt.